# Мишел Куна
Мишел Куна (на английски: Michelle Cunnah) е английска писателка на бестселъри в жанра чиклит.

## Биография и творчество
Мишел Куна е родена през юли 1963 г. в Шефилд, Англия. Като дете прекарва 6 години в Замбия, Централна Африка. На 10 години започва да пише кратки истории и адаптации по приказки, а на 13 години се запалва по романтичната литература и опитва да пише роман.
След гимназията се мести в Лондон, където работи в гей бар и други временни работни места. В Лондон среща съпруга си. Заедно пътуват много в Холандия и САЩ. От 1998 г. живее в САЩ. След като децата ѝ поотрастват тя отново се захваща да пише любовни романи, но в продължение на 10 години получава откази. По предложение на съпруга си успешно се насочва към чиклит жанра.
Първия ѝ роман „Размерът има значение“ от поредицата „Ема Тейлър“ е издаден през 2003 г. За него е удостоена с читателската награда за най-добра романтична комедия на годината от списание „Romantic Times“.
Мишел Куна живее със семейството си в Ръдърфорд, Ню Джърси.

## Произведения

### Самостоятелни романи
- Confessions of a Serial Dater (2005)
Мъж и обувки по мярка: И двете се намират дяволски трудно, изд.: ИК „Кръгозор“, София (2006), прев. Цветана Генчева
Изповедта на една серийно необвързана дама, изд. „Санома Блясък България“, София (2010), прев. Цветана Генчева

### Серия „Ема Тейлър“ (Emma Taylor)
1. 32AA. Size does matter.... (2003)
Размерът има значение, изд.: ИК „Кръгозор“, София (2004), прев. Маргарита Спасова 
70 А. Размерът има значение..., изд. „Санома Блясък България“, София (2010), прев. Маргарита Спасова
2. Call Waiting (2004)
Вдигни го!, изд.: ИК „Кръгозор“, София (2005), прев. Маргарита Спасова
Ало, любов, къде си?, изд. „Санома Блясък България“, София (2013), прев. Маргарита Спасова

### Сборници
- Flirting with Pride & Prejudice (2005)
- Welcome to Wisteria Lane (2006)